# Дохлая рыба
«Дохлая рыба» — комедийный боевик 2005 года с участием Роберта Карлайла, Гэри Олдмена, Эндрю Ли Поттса и Елены Анайи.

## Сюжет
Линч (Гэри Олдман), бесстрастный наёмный убийца, останавливает вора, который украл у Мими (Елена Анайя) сотовый телефон на вокзале. Влюбившись в неё с первого взгляда, он не замечает, как она случайно меняет их сотовые телефоны местами. Позже она даёт телефон Линча своему парню Эйбу Кляйну (Эндрю-Ли Поттс), который работает слесарем. Когда работодатели Линча пытаются назначить Линчу ещё одно убийство по телефону, Эйб и его ленивый друг наркоман-художник отправляются предупредить жертву, мистера Фиша (Теренс Стэмп в прискорбно короткой роли), надеясь на вознаграждение. Обеспокоенный разговором с Эйбом по телефону, работодатель ищет другого оперативника, Верджила (Билли Зейн), который не знает Линча в лицо, для проверки. Оперативник нанимает чешского убийцу Драгана (Карел Роден), привлечённого для борьбы с «Линчем». Всё это время Дэнни Девайн (Роберт Карлайл), сквернословный ростовщик, разъезжает, пытаясь забрать деньги у различных клиентов, включая Эйба.

## В ролях
| Актёр          | Роль            |
| -------------- | --------------- |
| Роберт Карлайл | Дэнни Девайн    |
| Кассандра Белл |                 |
| Гэри Олдмен    | Линч            |
| Джон Пирсон    |                 |
| Кевин МакНалли | Фрэнк Розенхайм |
| Елена Анайя    | Мими            |
| Эндрю Ли Поттс | Эйб Кляйн       |
| Билли Зейн     | Верджил         |
| Карел Роден    | Драган          |
| Теренс Стэмп   | мистер Фиш      |